# Guandian, Guizhou
Guandian (kinesiska: 官店, 官店镇) är en köpinghuvudort i Kina. Den ligger i provinsen Guizhou, i den sydvästra delen av landet, omkring 180 kilometer norr om provinshuvudstaden Guiyang. Antalet invånare är 19 665. Befolkningen består av 9 726 kvinnor och 9 939 män. Barn under 15 år utgör 26,0 %, vuxna 15-64 år 62 %, och äldre över 65 år 10,0 %.